# راه سنگ (فیلم)
راه سنگ (به هندی: Raaste Kaa Patthar) فیلمی محصول سال ۱۹۷۲ و به کارگردانی موکول دات است. در این فیلم بازیگرانی همچون آمیتاب باچان، شاتورگان سینها، لاکسمی چاهایا، پریم چوپرا، آسرانی ایفای نقش کرده‌اند.